# Hôtel Hyatt Regency Paris Étoile
O Hôtel Hyatt Regency Paris Étoile, anteriormente Hôtel Concorde La Fayette (1974-2013), é um arranha-céu localizado em Paris, França, no 17º arrondissement perto de Porte Maillot. É propriedade da Constellation Hotels Holdings.
Com seus 137 metros de altura, é um dos hotéis franceses mais altos depois do Tour Part-Dieu em Lyon (e o quarto edifício mais alto da cidade de Paris depois da Torre Eiffel, a torre Montparnasse e o Tribunal de Paris, mas menor do que alguns dos edifícios do bairro La Défense localizados nas proximidades); a antena localizada em seu teto permite até mesmo atingir 190 metros de altura. Com seus trinta e oito andares, abriga 995 quartos e suítes. Com o Palais des Congrès localizado ao lado, é um dos centros de convenções de Paris.